# Call of Juarez
Call of Juarez ist ein auf Western basierender Ego-Shooter des polnischen Entwicklers Techland. Es wurde im Jahr 2006 zunächst für Windows veröffentlicht. Das Spiel erschien ein Jahr später in Nordamerika, gleichzeitig mit der Xbox-360-Version. Die Fassung für Windows war eine der ersten Spiele, die Microsofts DirectX 10 unterstützen.

## Spielprinzip
Bei Call of Juarez schlüpft der Spieler in die Rolle zweier unterschiedlicher Charaktere: Billy die Kerze und Ray McCall. Beide Personen verfügen über unterschiedliche Fähigkeiten und Stärken.
- Ray ist körperlich stärker und kann daher effizient treten sowie schwere Gegenstände tragen. Ferner kann er einen Brustschutz tragen, um sich vor Kugeln zu schützen.

- Billy ist körperlich schwächer, kann jedoch über Hindernisse klettern, einen Bogen benutzen, schleichen sowie seine Peitsche einsetzen.

Beide Spielfiguren können Gegenstände wie Stühle, Kisten und Steine benutzen beziehungsweise tragen. Viele dieser Gegenstände können als Waffe verwendet werden, indem damit feindliche Gegnerfiguren beworfen werden. Mit Hilfe von Kisten kann die eigene Spielfigur auf höher gelegene Bereiche klettern.

## Hintergrundgeschichte
Die Legende des verschollenen Goldschatzes von Juarez geht auf die Zeiten von Hernán Cortés zurück. Man sagt, es handle sich dabei um das Lösegeld für Montezuma II., der von den Spaniern in der großen Aztekenhauptstadt Tenochtitlán als Geisel genommen wurde. Nach der Plünderung der Stadt ist der Schatz spurlos verschwunden und man vermutet, dass er in der Nähe der Grenzstadt Juarez vergraben wurde. Die Legende besagt, dass der aztekische Sonnengott Huitzilopochtli den Schatz mit einem Fluch belegt hat und dass alle, die diesen Schatz an sich reißen wollen, verrückt werden und schließlich ins Verderben stürzen. Dieser Fluch wird von den Einheimischen „Call of Juarez“ genannt.

## Nachfolger
Am 2. Juli 2009 erschien in Europa Call of Juarez: Bound in Blood für Windows, PlayStation 3 und Xbox 360. Der Ego-Shooter erzählt die Vorgeschichte der Brüder Ray und Thomas McCall. Das ebenfalls von Techland entwickelte Spiel erhielt von der Presse gute Wertungen (Metascore: 78). Zudem ist ein dritter Teil mit dem Namen Call of Juarez: The Cartel am 21. Juli 2011 erschienen, der anders als die Vorgänger in der Gegenwart spielt. The Cartel fiel bei der Fachpresse durch und musste schlechte Kritiken einstecken. Nach Ansicht vieler Rezensenten enthält das Spiel übermäßig viele technische Fehler und wirkt insgesamt unfertig. Handlung und Atmosphäre überzeugen weniger als in den Vorgängern. In der deutschsprachigen Presse wurde auch die misslungene Übersetzung der Audiosequenzen immer wieder kritisiert.
Im September 2012 kündigte Ubisoft eine weitere Fortsetzung namens Call of Juarez: Gunslinger für das Jahr 2013 an. Wie die Vorgänger zuvor wurde auch dieser Teil von Techland entwickelt und führt die Reihe zurück in den Wilden Westen. Der Ego-Shooter wurde am 22. Mai 2013 für Windows und als Download-Titel für Xbox 360 und PlayStation 3 veröffentlicht. Anders als die Vorgänger wurde Call of Juarez: Gunslinger von der USK ab 16 Jahren freigegeben und erschien nicht als Vollpreistitel. Nachdem The Cartel schlechte Wertungen erhalten hatte, wurde Gunslinger wieder positiv bewertet. Der Metascore beträgt 79.